# Richterago hatschbachii
Richterago hatschbachii là một loài thực vật có hoa trong họ Cúc. Loài này được (Zardini) Roque mô tả khoa học đầu tiên năm 2001.